# Le Christ au Jardin des Oliviers (Gauguin)
Pour les articles homonymes, voir Le Christ au Jardin des Oliviers.
Le Christ au Jardin des Oliviers est une toile réalisée par Paul Gauguin en 1889 et conservée au Norton Museum of Art de West Palm Beach aux États-Unis.

## Description
Paul Gauguin se représente sous les traits du Christ au jardin des Oliviers, les cheveux orange et l'air accablé. 

## Analyse
Paul Gauguin peint le tableau en 1889 après deux mois passés auprès de Vincent van Gogh à Arles. La couleur orange des cheveux et de la barbe peuvent évoquer la chevelure rousse de Van Gogh. Lors d'une exposition de 1891, Gauguin explique au journaliste Jules Huret que son portrait du Christ « représente l'écrasement d'un idéal, une douleur aussi divine qu'humaine, Jésus abandonné de tous, » ajoutant qu'il s'agit d'un « cadre aussi triste que [son] âme. »